# Músculo deltoides
El deltoides es un músculo del hombro. Tiene la forma de un semicono hueco, que rodea la articulación del hombro y une la cintura escapular a la diáfisis humeral.

## Inserciones
Se inserta por arriba:
1. En el tercio o en la mitad externa del borde anterior de la clavícula.
2. Borde externo del acromión.
3. Labio inferior de la espina del omóplato.

Desde aquí sus fascículos medios, anteriores y posteriores se dirigirán verticalmente hacia abajo; oblicuamente hacia abajo, afuera y atrás; hacia abajo, afuera y adelante, respectivamente.
Todos convergen hacia la impresión deltoidea del húmero y se insertan en ella.

## Relaciones
Se las puede describir según las dos caras, los dos bordes y el vértice del músculo:
- Cara superficial: es subcutánea y da su forma a la región deltoidea.

- Cara profunda: cubre la articulación del húmero, de la que está separada por la bolsa subdeltoidea, que es una formación autónoma, suscitada por los movimientos del brazo, la cual puede sufrir alteraciones patológicas propias (periartritis escapulohumeral). Por su intermedio, el deltoideo cubre atrás: a los músculos infraespinoso, redondos menor y mayor y la cabeza larga del tríceps braquial; en la parte media: el supraespinoso, luego la cabeza humeral, el tubérculo mayor del húmero, el surco intertubercular, el tubérculo menor y la inserción humeral del músculo pectoral mayor.

- Borde posterior: tiene una dirección que cambia con la posición del brazo. Cruza a los músculos posteriores, así como la cabeza larga del tríceps, de la que está separado por un espacio que puede utilizarse para descubrir el nervio radial por vía posterior.

- Borde anterior: está separado del pectoral mayor hacia la clavícula por el surco deltopectoral, variable en amplitud, que alberga la vena cefálica, la rama deltoidea de la toracoacromial y ramos de los nervios supraclaviculares del plexo cervical y ganglios superficiales.

- Vértice: se introduce como cuña en el borde superior del músculo braquial, que presenta para recibirlo una forma de V.

## Inervación
La proporciona el nervio circunflejo (axilar), raíz C5 y C6.

## Vascularización
El deltoides recibe ramas de la arteria circunfleja humeral posterior, rama colateral de la arteria axilar. Esta arteria sigue el mismo trayecto que el nervio axilar. En el deltoides, se anastomosa con la arteria circunfleja anterior (ciclo peri humeral).

## Función
El músculo deltoides tiene su nombre por la forma de delta (forma triangular); está dividido en tres porciones que se deben considerar como músculos aparte.
- Porción anterior: elevación de hombro. Es motora primaria de la flexión y flexión horizontal, y motora accesoria de la abducción y rotación interna. Ayuda al sistema respiratorio.
- Porción media: Motora primaria de la abducción y de la extensión vertical.
- Porción posterior: Motora primaria de la extensión horizontal y motora accesoria de la extensión, abducción y rotación externa.